# جون ألين (عازف قيثارة)
جون ألين (بالإنجليزية: Jon Allen)‏ هو عازف قيثارة بريطاني، ولد في 12 مايو 1977.

## وصلات خارجية
- الموقع الرسمي
- جون ألين على موقع ميوزك برينز (الإنجليزية)
- جون ألين على موقع أول ميوزيك (الإنجليزية)
- جون ألين على موقع ديسكوغز (الإنجليزية)